# منزل رحمت سميعي
منزل رحمت سميعي (بالفارسية: خانه رحمت سمیعی) هو منزل تاريخي يعود إلى عصر القاجاريون، ويقع في رشت.